# Nachtigall-Polka
Die Nachtigall-Polka ist eine Polka von Johann Strauss Sohn (op. 222). Das Werk wurde am 1. Mai 1859 in Ungers Casino in Wien erstmals aufgeführt.